# Nikómachos z Gerasy
Nikómachos z Gerasy, řecky Νικόμαχος (asi 60 – asi 120) byl starořecký matematik narozený na území dnešního Jordánska (tehdy římská provincie Sýrie). Je řazen k neopythagorejské škole, ovlivněn byl též Aristotelem. Dochovaly se dvě jeho práce: Arithmetike eisagoge (Úvod do aritmetiky) a Encheiridion Harmonikes (Harmonický manuál). V první se věnoval číslům, často jim připisoval mystické vlastnosti. Důležité závěry jsou převzaty od Euklida, který je ovšem formuloval na poli geometrie. Práce obsahuje jednu z nejstarších řeckých tabulek násobilky (starší jsou ovšem čínské a babylonské). Boethiova práce De institutione arithmetica je z velké části latinským překladem této Nikómachovy práce. Více ceněna je druhá práce, věnovaná harmonii a hudební teorii. Obsahuje první důkladný popis "hudby sfér", tedy vztahu mezi hudbou a uspořádáním vesmíru. Pro historiky je cenné, že popisuje řadu hudebních nástrojů své doby. Kniha též obsahuje nejstarší známou podobu mýtu o Pythagorově zjevení u kováře. Ze zmínek Fotia, Eutokia, Porfyria, Iamblicha z Chalkydy či Athénaia usuzujeme na existenci dalších Nikómachových prací, které se ovšem nedochovaly.

## Nikómachova věta
Ve své práci Úvod do aritmetiky uvádí matematickou větu, která říká, že
{\displaystyle 1^{3}+2^{3}+3^{3}+\cdots +n^{3}=\left(1+2+3+\cdots +n\right)^{2}}
nebo totéž zápisem sumy:
{\displaystyle \sum _{k=1}^{n}k^{3}=\left(\sum _{k=1}^{n}k\right)^{2}.}
Ta je na jeho počest dnes známá jako Nikómachova věta.

Ilustrace důkazu Nikómachovy věty